# Włodzimierz Reczek

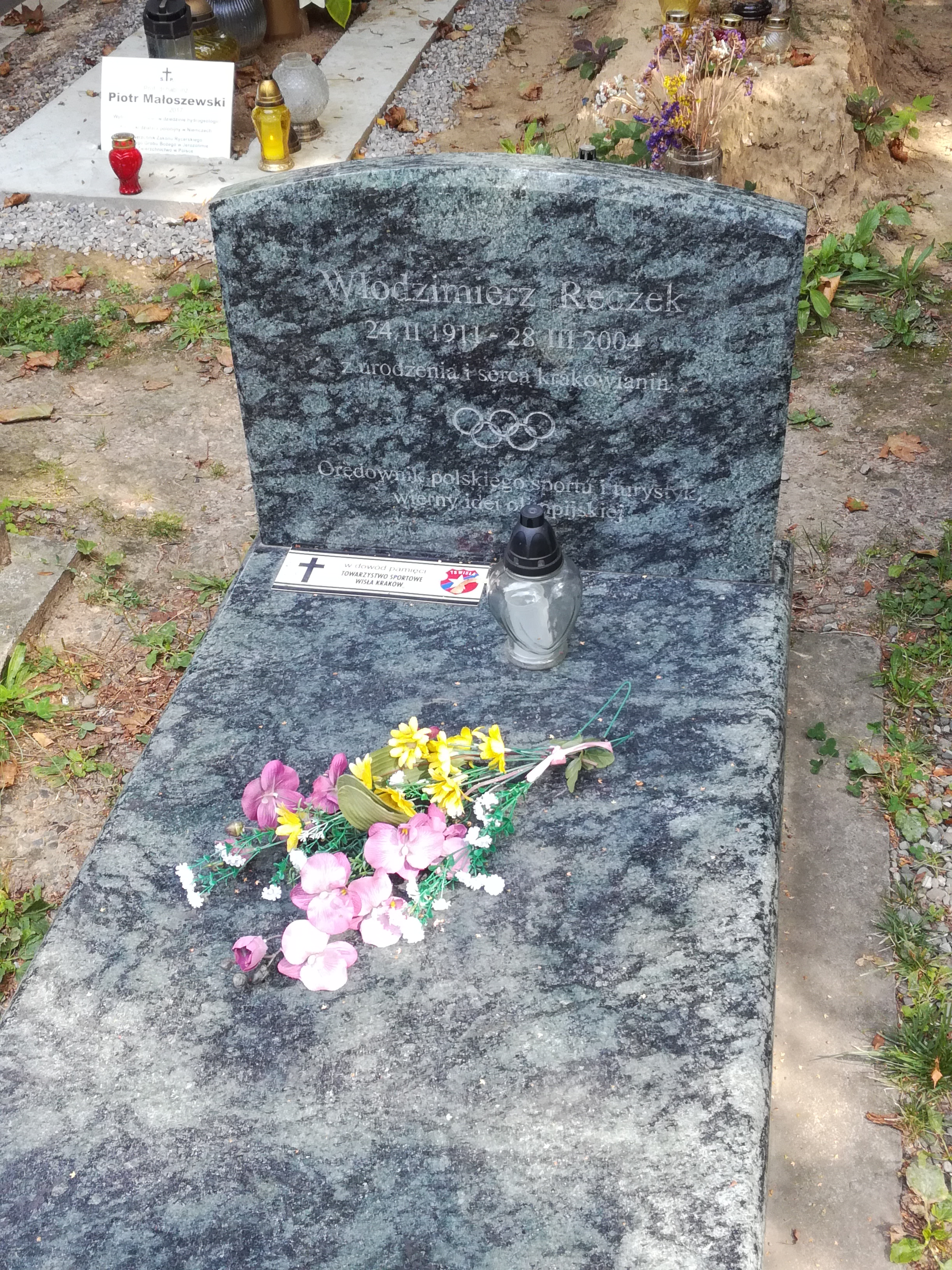
Grób Włodzimierza Reczka na cmentarzu Rakowickim w Krakowie

Włodzimierz Reczek (ur. 24 lutego 1911 w Krakowie, zm. 28 marca 2004 w Katowicach) – polski działacz sportowy, prawnik, polityk. Kawaler Orderu Orła Białego.

## Życiorys
Od młodości interesował się polityką. W latach 1930–1932 był członkiem Organizacji Młodzieżowej Towarzystwa Uniwersytetu Robotniczego, a w latach 1934–1936 Związku Niezależnej Młodzieży Socjalistycznej. W tym czasie poznał przyszłego premiera Józefa Cyrankiewicza. Ukończył studia na Uniwersytecie Jagiellońskim w 1936. W latach 1939–1945 uczestnik ruchu oporu, pomagał ukrywać się Marii Einhorn-Susułowskiej.
Przez wiele lat pozostawał aktywnym uczestnikiem życia politycznego. W latach 1932–1938 działał w lewicowych organizacjach studenckich; później związany z Polską Partią Socjalistyczną, w okresie od listopada 1945 do grudnia 1948 był sekretarzem Naczelnego Komitetu Wykonawczego PPS. Od 1948 należał do Polskiej Zjednoczonej Partii Robotniczej. W latach 1948–1954 pełnił funkcję członka Biura Organizacyjnego Komitetu Centralnego, a w latach 1948–1968 był członkiem KC PZPR. Od 1968 do 1972 wchodził w skład Centralnej Komisji Rewizyjnej tej partii. Od 1949 do 1952 pełnił funkcję zastępcy kierownika Wydziału Organizacyjnego KC PZPR. W latach 1945–1956 sprawował mandat posła do Krajowej Rady Narodowej, na Sejm Ustawodawczy oraz na Sejm PRL I kadencji. W Sejmie Ustawodawczym był przewodniczącym Komisji Kultury i Sztuki.
Po wojnie był dyrektorem Spółdzielni Wydawniczej „Wiedza”. W latach 1952–1973 kierował centralnym organem administracji państwowej ds. sportu – Głównym Komitetem Kultury Fizycznej (od 1960 pod nazwą Główny Komitet Kultury Fizycznej i Turystyki). Jako szef GKKF promował turystykę masową i dbał o rozwój infrastruktury sportowej na prowincji. Jego poprzednikiem na tym stanowisku był Józef Faruga, a następcą Bolesław Kapitan. Reczek zmienił Farugę prawdopodobnie z powodu słabych wyników polskiej reprezentacji na Igrzyskach w Helsinkach.
W latach 1952–1974 był także prezesem Polskiego Komitetu Olimpijskiego; zastąpił na tym stanowisku Alfreda Lotha, jego miejsce zajął z kolei w 1974 Bolesław Kapitan. Od 1952 był członkiem Prezydium PKOl. W 1961 został wybrany na członka Międzynarodowego Komitetu Olimpijskiego; tę funkcję pełnił 35 lat. Po rezygnacji w 1996 otrzymał dożywotnie honorowe członkostwo MKOl.
Pracował jako pedagog na Akademii Wychowania Fizycznego w Katowicach od 1973, gdy został zwolniony z funkcji w GKKFiT; docent (obronił doktorat w 1968), w latach 1974–1980 rektor uczelni.
W latach 1981–1984 był prezesem Polskiego Związku Piłki Nożnej; w tym okresie reprezentacja Polski osiągnęła jeden z największych sukcesów – trzecie miejsce na Mistrzostwach Świata w 1982 r. pod wodzą trenera Antoniego Piechniczka. Reczek dbał o rozwój drużyny i zapewniał jej możliwie komfortowe warunki.
Należał również do innych organizacji sportowych i turystycznych, m.in. Polskiego Towarzystwa Tatrzańskiego (do 1950, był wiceprezesem) oraz Polskiego Towarzystwa Turystyczno-Krajoznawczego (od 1950, pierwszy prezes w latach 1950–1954). Był członkiem organizacji międzynarodowych zajmujących się tą problematyką.
Opublikował wiele prac dotyczących kultury fizycznej i turystyki, m.in. książki Model ludowej kultury fizycznej (1956), Model organizacyjny turystyki (1969); we wcześniejszych latach publikował także artykuły na tematy polityczne i ekonomiczne.
28 listopada 1988 wszedł w skład Honorowego Komitetu Obchodów 40-lecia Kongresu Zjednoczeniowego PPR – PPS – powstania PZPR.
Został pochowany w Krakowie na cmentarzu Rakowickim w alei zasłużonych (kwatera LXIX pas B-2-22).

## Odznaczenia
W 1996 prezydent Aleksander Kwaśniewski odznaczył go Orderem Orła Białego. Wcześniej został odznaczony m.in. Krzyżem Komandorskim Orderu Odrodzenia Polski, Orderem Krzyża Grunwaldu III klasy (1946), Orderem Sztandaru Pracy I klasy (1964), Medalem im. Ludwika Waryńskiego (1987), Medalem pamiątkowym „40-lecia PZPR” (1988) oraz odznaczeniami zagranicznymi, w tym odznaczeniami międzynarodowego ruchu olimpijskiego.